# 艾伦·H·麦克唐纳
艾伦·H·麦克唐纳（1951年12月1日—），加拿大-美国凝聚态物理学家，德克萨斯大学奥斯汀分校Sid W.Richardson基金会物理学首席教授。他的研究兴趣集中在金属和半导体中电子的电子性质上。他以在低维系统中研究相关多电子态而闻名。2020年，他因为预测了将扭曲的双层石墨烯变成超导体的神奇角度而获得沃尔夫物理学奖。
麦克唐纳生于加拿大新斯科舍省安提戈尼什，1973年在圣弗朗西斯·泽维尔大学获得学士学位。1978年在多伦多大学完成了物理学博士课程，跟随S.H.Vosko合作研究密度泛函理论的相对论推广，以及密度泛函理论在金属磁性中的应用。后曾在加拿大国家研究委员会渥太华实验室（1978-1987）和印第安纳大学（1987-2000）工作。也曾在苏黎世的瑞士联邦理工学院和德国斯图加特的马克斯·普朗克固态研究所担任访问学者。